# Point de Draper
Le point de Draper est la température approximative à partir de laquelle la quasi-totalité des matériaux solides émettent de la lumière visible par le rayonnement du corps noir. Il a été établi à 525 °C (798 K) par John William Draper en 1847,,. 
Les corps ayant une température à peine inférieure au point de Draper émettent principalement de l'infrarouge et très peu de lumière visible. La valeur du point de Draper peut-être calculée en utilisant la loi du déplacement de Wien ; la fréquence {\displaystyle \nu _{\mathrm {max} }} à laquelle la luminance spectrale d'un corps noir est maximale est, exprimée en hertz :
{\displaystyle \nu _{\mathrm {max} }=2{,}821{\frac {kT}{h}}}
où :
- k est la constante de Boltzmann (en unités SI) ;
- h la constante de Planck (en unités SI) ;
- T la température (en kelvins).

En remplaçant T par le point de Draper (798 K), on obtient une fréquence {\displaystyle \nu _{\mathrm {max} }} égale à 83 THz, ou une longueur d'onde de 3,6 μm, appartenant alors au domaine infrarouge, et donc totalement invisible à l'œil humain. Cependant, le bord de la courbe de rayonnement du corps noir s'étend à une faible fraction de l'intensité maximale, dans le proche infrarouge et le rouge lointain (limites du visible), qui est faiblement perceptible comme du rouge fade.
D'après la loi de Stefan-Boltzmann, un corps noir dont la température est égale au point de Draper émet 23 kW de rayonnement par mètre carré, presque entièrement dans l'infrarouge.